# Česká extraliga v házené mužů 2024/2025
Sezóna 2024/2025 byla 32. ročníkem České extraligy, nejvyšší české ligové soutěže v házené mužů.
Titul z předchozího roku obhájil tým HCB OKD Karviná, který podruhé v řadě ve finále dramaticky porazil tým SSK Talent M.A.T. Plzeň, tentokráte poměrem 3:2 na zápasy. 
Bronzovou medaili v ročníku získal klub HC Dukla Praha, který v závěrečné sérii na dva vítězné zápasy porazil HK FCC Město Lovosice 2:1.

## Účastníci
V sezóně 2024/25 se České extraligy účastnilo 12 klubů. Z druhé nejvyšší soutěže původně postoupil tým KH BEECH Vsetín, který se ale své extraligové účasti vzdal. Extraligovou příslušnost v baráži udržel tým SHC Maloměřice Brno.
| Tým                      | Město         | Stadion                            |
| ------------------------ | ------------- | ---------------------------------- |
| HBC JVP Strakonice 1921  | Strakonice    |                                    |
| SHC Maloměřice Brno      | Brno          | Sportovní hala Maloměřice          |
| SKKP Handball Brno       | Brno          |                                    |
| HC ROBE Zubří            | Zubří         | ROBE Aréna                         |
| TJ Sokol Nové Veselí     | Nové Veselí   | Sportovní hala Městyse             |
| SSK Talent M.A.T. Plzeň  | Plzeň         | Městská sportovní hala Plzeň       |
| Pepino SKP Frýdek-Místek | Frýdek-Místek | Hala SŠED Pionýrů 2069             |
| HK FCC Město Lovosice    | Lovosice      |                                    |
| KH Kopřivnice            | Kopřivnice    | Sportovní hala ZŠ Emila Zátopka    |
| HBC Ronal Jičín          | Jičín         | Městská sportovní hala Jičín       |
| HCB OKD Karviná          | Karviná       | Hala STARS Karviná                 |
| HC Dukla Praha           | Praha         | Sportovní centrum Řepy/Hala Ruzyně |

## Základní část
| Poř. | Tým                      | Z  | V  | R | P  | VG  | OG  | B  | Pozn.     |
| ---- | ------------------------ | -- | -- | - | -- | --- | --- | -- | --------- |
| 1    | HCB Karviná              | 22 | 19 | 1 | 2  | 754 | 557 | 39 | Play-off  |
| 2    | M.A.T. Plzeň             | 22 | 16 | 0 | 6  | 710 | 577 | 32 | Play-off  |
| 3    | HC Dukla Praha           | 22 | 14 | 2 | 6  | 705 | 625 | 30 | Play-off  |
| 4    | SKKP Handball Brno       | 22 | 14 | 2 | 6  | 653 | 630 | 30 | Play-off  |
| 5    | HK FCC Město Lovosice    | 22 | 13 | 2 | 7  | 677 | 630 | 28 | Play-off  |
| 6    | TJ Sokol Nové Veselí     | 22 | 12 | 0 | 10 | 596 | 597 | 24 | Play-off  |
| 7    | HC ROBE Zubří            | 22 | 11 | 2 | 9  | 660 | 633 | 24 | Play-off  |
| 8    | Pepino SKP Frýdek-Místek | 22 | 7  | 2 | 13 | 562 | 620 | 16 | Play-off  |
| 9    | HBC Medipoint Jičín      | 22 | 6  | 3 | 13 | 598 | 656 | 15 | O udržení |
| 10   | KH ISMM Kopřivnice       | 22 | 4  | 4 | 14 | 595 | 708 | 12 | O udržení |
| 11   | SHC Maloměřice Brno      | 22 | 3  | 2 | 17 | 600 | 716 | 8  | O udržení |
| 12   | HBC JVP Strakonice 1921  | 22 | 2  | 2 | 18 | 578 | 739 | 6  | O udržení |

|  | Postup do play-off |
|  | Skupina o udržení  |

## Vyřazovací část (play-off)
|  | Čtvrtfinále       | Čtvrtfinále     |             |              | Semifinále      | Semifinále  |  |  | Finále | Finále |
|  |                   |                 |             |              |                 |             |  |  |        |        |
|  |                   |                 |             |              |                 |             |  |  |        |        |
|  |                   |                 |             |              |                 |             |  |  |        |        |
|  | (1) Karviná       | 3               |             |              |                 |             |  |  |        |        |
|  | (1) Karviná       | 3               |             |              |                 |             |  |  |        |        |
|  | (8) Frýdek-Místek | 0               |             |              |                 |             |  |  |        |        |
|  | (8) Frýdek-Místek | 0               | (1) Karviná | 3            |                 |             |  |  |        |        |
|  |                   |                 | (1) Karviná | 3            |                 |             |  |  |        |        |
|  |                   | (5) Lovosice    | 0           |              |                 |             |  |  |        |        |
|  | (4) Brno          | (5) Lovosice    | 0           | 0            |                 |             |  |  |        |        |
|  | (4) Brno          |                 |             | 0            |                 |             |  |  |        |        |
|  | (5) Lovosice      | 3               |             |              |                 |             |  |  |        |        |
|  | (5) Lovosice      | 3               | (1) Karviná | 3            |                 |             |  |  |        |        |
|  |                   |                 | (1) Karviná | 3            |                 |             |  |  |        |        |
|  |                   | (2) Plzeň       | 2           |              |                 |             |  |  |        |        |
|  | (2) Plzeň         | (2) Plzeň       | 2           | 3            |                 |             |  |  |        |        |
|  | (2) Plzeň         |                 |             | 3            |                 |             |  |  |        |        |
|  | (7) Zubří         | 1               |             |              |                 |             |  |  |        |        |
|  | (7) Zubří         | 1               | (2) Plzeň   | 3            | Třetí místo     | Třetí místo |  |  |        |        |
|  |                   |                 | (2) Plzeň   | 3            | Třetí místo     | Třetí místo |  |  |        |        |
|  |                   | (3) Dukla Praha | 0           |              |                 |             |  |  |        |        |
|  | (3) Dukla Praha   | (3) Dukla Praha | 0           | 3            | (3) Dukla Praha | 2           |  |  |        |        |
|  | (3) Dukla Praha   |                 |             | 3            | (3) Dukla Praha | 2           |  |  |        |        |
|  | (6) Nové Veselí   | 1               |             | (5) Lovosice | 1               |             |  |  |        |        |
|  | (6) Nové Veselí   | 1               |             |              | 1               |             |  |  |        |        |
|  |                   |                 |             |              |                 |             |  |  |        |        |
|  |                   |                 |             |              |                 |             |  |  |        |        |

Čtvrtfinále
| Tým 1              | Série | Tým 2                    | Zápasy | Zápasy | Zápasy | Zápasy | Zápasy |
| ------------------ | ----- | ------------------------ | ------ | ------ | ------ | ------ | ------ |
| HCB OKD Karviná    | 3:0   | Pepino SKP Frýdek-Místek | 37:27  | 28:21  | 29:24  |        |        |
| SKKP Handball Brno | 0:3   | HK FCC Město Lovosice    | 34:35  | 26:30  | 23:38  |        |        |
| M.A.T. Plzeň       | 3:1   | HC ROBE Zubří            | 23:22  | 25:26  | 34:29  | 32:31  |        |
| HC Dukla Praha     | 3:1   | TJ Sokol Nové Veselí     | 33:31  | 25:22  | 29:33  | 29:28  |        |

Semifinále
| Tým 1           | Série | Tým 2                 | Zápasy | Zápasy | Zápasy | Zápasy | Zápasy |
| --------------- | ----- | --------------------- | ------ | ------ | ------ | ------ | ------ |
| HCB OKD Karviná | 3:0   | HK FCC Město Lovosice | 34:26  | 31:30  | 35:23  |        |        |
| M.A.T. Plzeň    | 3:0   | HC Dukla Praha        | 29:22  | 40:39  | 32:25  |        |        |

O bronz
| HC Dukla Praha | 3:1 | HK FCC Město Lovosice | 27:35 | 35:33pen. | 39:38pen. |

Finále
| Tým 1           | Série | Tým 2        | Zápasy | Zápasy | Zápasy | Zápasy | Zápasy |
| --------------- | ----- | ------------ | ------ | ------ | ------ | ------ | ------ |
| HCB OKD Karviná | 3:2   | M.A.T. Plzeň | 30:23  | 29:31  | 22:26  | 22:18  | 32:30  |

## Skupina o 5.–8.místo
1. kolo
| Tým 1           | Série | Tým 2             | Zápasy | Zápasy |
| --------------- | ----- | ----------------- | ------ | ------ |
| (4) Brno        | 2-0-0 | (8) Frýdek-Místek | 31:29  | 33:28  |
| (6) Nové Veselí | 1-0-1 | (7) Zubří         | 27:31  | 34:24  |

O 5. místo
| Tým 1    | Série | Tým 2           | Zápasy | Zápasy |
| -------- | ----- | --------------- | ------ | ------ |
| (4) Brno | 1-1-0 | (6) Nové Veselí | 23:23  | 31:21  |

O 7. místo
| Tým 1     | Série | Tým 2             | Zápasy | Zápasy |
| --------- | ----- | ----------------- | ------ | ------ |
| (7) Zubří | 1-0-1 | (8) Frýdek-Místek | 22:26  | 26:25  |

## Skupina o udržení
Do skupiny o udržení si týmy přenesly body ze základní části.
| Poř. | Tým                     | Z | V | R | P | VG  | OG  | B  | Pozn. |
| ---- | ----------------------- | - | - | - | - | --- | --- | -- | ----- |
| 1    | HBC Medipoint Jičín     | 6 | 2 | 2 | 2 | 174 | 186 | 21 |       |
| 2    | HBC JVP Strakonice 1921 | 6 | 4 | 1 | 1 | 188 | 174 | 15 |       |
| 3    | KH ISMM Kopřivnice      | 6 | 0 | 3 | 3 | 160 | 171 | 15 |       |
| 4    | SHC Maloměřice Brno     | 6 | 2 | 2 | 2 | 174 | 165 | 14 | Baráž |

## Konečné umístění
| Zlatá medaile    | HCB OKD Karviná          |
| Stříbrná medaile | SSK Talent M.A.T. Plzeň  |
| Bronzová medaile | HC Dukla Praha           |
| 4                | HK FCC Město Lovosice    |
| 5                | SKKP Handball Brno       |
| 6                | TJ Sokol Nové Veselí     |
| 7                | Pepino SKP Frýdek-Místek |
| 8                | HC ROBE Zubří            |
| 9                | HBC Medipoint Jičín      |
| 10               | HBC JVP Strakonice 1921  |
| 11               | KH ISMM Kopřivnice       |
| 12               | SHC Maloměřice Brno      |

## Baráž
V baráži o udržení v extralize proti sobě nastoupil poslední tým extraligy proti nejvýše postavenému týmu 2. nejvyšší soutěže. Svou příslušnost v elitní skupině ztratil tým SHC Maloměřice Brno, který v sérii na dva zápasy podlehl týmu HC Zlín.
| Tým 1               | Série | Tým 2   | Zápasy | Zápasy |
| ------------------- | ----- | ------- | ------ | ------ |
| SHC Maloměřice Brno | 0-1-1 | HC Zlín | 27:27  | 25:27  |